# Chen Yueling
Chen Yueling (en chino tradicional, 陳躍玲; en chino simplificado, 陈跃玲; pinyin, Chén Yuèlíng, nacida el 1 de abril de 1968 en Tieling, China) es una atleta especialista en pruebas de marcha atlética que se proclamó campeona olímpica de 10 km marcha en los Juegos de Barcelona 1992, estableciendo un nuevo récord olímpico.
En abril del año 2000 adoptó la nacionalidad estadounidense, por lo que su participación en los Juegos Olímpicos de Sídney 2000 fue bajo esta nueva nacionalidad. Ocupó el puesto 38.
Sus mejores marcas están establecidas en 42:47 para los 10 km (1992) y en 1h:33:00 para los 20 km (2000).